# ريكاردو ألميدا سانتوس
ريكاردو ألميدا سانتوس (18 يونيو 1995 في البرتغال - ) هو لاعب كرة قدم برتغالي في مركز الدفاع. لعب مع نادي بيتربورو يونايتد وبيليريكاي تاون وThurrock F.C. ‏ وداغنهام وريدبريدج.

## وصلات خارجية
- ريكاردو ألميدا سانتوس على موقع قاعدة بيانات كرة القدم.إي يو (الإنجليزية)
- ريكاردو ألميدا سانتوس على موقع Soccerway.com (الإنجليزية)